# Rivula
Genre
Rivula est un genre de lépidoptères (papillons) de la famille des Erebidae et de la sous-famille des Rivulinae.

## Liste des espèces rencontrées en Europe
- Rivula sericealis (Scopoli, 1763) - la Soyeuse
- Rivula tanitalis Rebel, 1912